# Euplexia atrovirens
Euplexia atrovirens är en fjärilsart som beskrevs av Moore 1867. Euplexia atrovirens ingår i släktet Euplexia och familjen nattflyn. Inga underarter finns listade i Catalogue of Life.